# Archidendron
Genre
Synonymes
- Cylindrokelupha Kosterm.
- Hansemannia K. Schum.
- Morolobium Kosterm.
- Ortholobium Gagnep.
- Paralbizzia Kosterm[2].

Archidendron est un genre de plantes à fleurs dicotylédones de la famille des Fabaceae, sous-famille des Mimosoideae. Ce sont des arbres ou des arbustes originaires d'Amérique du Sud, d'Asie du Sud et d'Australasie. Le genre comprend une centaine d'espèces acceptées. Certaines espèces sont exploitées pour leur bois utilisé comme bois d'œuvre (construction) ou pour fabriquer des clôtures, , ou comme source d'aliments ou d'aromates (fruits, graines), ou pour des usages variés (tannage, teintures, savons, poisons pour la pêche, etc.).

## Synonymes
Les espèces du genre Archidendron sont parfois classées dans les genres Albizia,  Pithecellobium, Abarema ou Inga[réf. nécessaire].

## Distribution et habitat
L'aire de répartition originelle du genre Archidendron s'étend en Amérique du Sud, en Asie du Sud et du Sud-Est et en Australie.
On rencontre les espèces de ce genre notamment dans le nord du Brésil et au Paraguay, dans le sous-continent indien (îles Andaman, Assam, Bangladesh, Himalaya Est, Inde, Népal, îles Nicobar, Sri Lanka), dans le sud de la Chine,  à Hainan, à  Taïwan et dans l'archipel Nansei, dans la péninsule indochinoise (Cambodge, Laos,  Viêt Nam), en Thaïlande, en Birmanie, en Malaisie, en Indonésie (Célèbes, Java, Moluques, Petites îles de la Sonde, Sumatra) aux Philippines, dans les îles Carolines, Salomon, Bismarck, en Nouvelle-Guinée, et dans l'Est de l'Australie (Nouvelle-Galles du Sud, Queensland).
Les espèces de ce genre poussent principalement en plaine dans les forêts pluviales tropicales et secondaires, sur des sols sableux ou latéritiques. Quelques espèces se rencontrent dans des habitats marécageux. 

## Liste d'espèces
Selon The Plant List (26 novembre 2018) :
- Archidendron alatum de Wit
- Archidendron alternifoliolatum (T.L.Wu) I.C.Nielsen
- Archidendron apoense (Elmer) I.C.Nielsen
- Archidendron arborescens (Kosterm.) I.C.Nielsen
- Archidendron aruense (Warb.) Dewit
- Archidendron balansae (Oliv.) I.C.Nielsen
- Archidendron baucheri (Gagnep.) I.C.Nielsen
- Archidendron beguinii de Wit
- Archidendron bellum Harms
- Archidendron bigeminum (L.) I.C.Nielsen
- Archidendron borneense (Benth.) I.C.Nielsen
- Archidendron brachycarpum Harms
- Archidendron brevicalyx Harms
- Archidendron brevipes (K.Schum.) Dewit
- Archidendron bubalinum (Jack) I.C.Nielsen
- Archidendron calliandrum de Wit
- Archidendron calycinum Pulle
- Archidendron chevalieri (Kosterm.) I.C.Nielsen
- Archidendron clypearia (Jack) I.C.Nielsen
- Archidendron cockburnii I.C.Nielsen
- Archidendron conspicuum (Craib) I.C.Nielsen
- Archidendron contortum (C.Mart.) I.C.Nielsen
- Archidendron cordifolium (T.L.Wu) I.C.Nielsen
- Archidendron crateradenum (Kosterm.) I.C.Nielsen
- Archidendron dalatense (Kosterm.) I.C.Nielsen
- Archidendron eberhardtii I.C.Nielsen
- Archidendron ellipticum (Blanco) I.C.Nielsen
- Archidendron fagifolium (Miq.) I.C.Nielsen
- Archidendron falcatum I.C.Nielsen
- Archidendron fallax Harms
- Archidendron forbesii Baker f.
- Archidendron glabrifolium (T.L.Wu) I.C.Nielsen
- Archidendron glabrum (K.Schum.) Lauterb. & K.Schum.
- Archidendron glandulosum Verdc.
- Archidendron globosum (Blume) I.C.Nielsen
- Archidendron glomeriflorum (Kurz) I.C.Nielsen
- Archidendron gogolense (Lauterb. & K.Schum.) Dewit
- Archidendron grandiflorum (Benth.) I.C.Nielsen
- Archidendron harmsii Malme
- Archidendron havilandii (Ridl.) I.C.Nielsen
- Archidendron hendersonii (F.Muell.) I.C.Nielsen
- Archidendron hirsutum I.C.Nielsen
- Archidendron hispidum (sv) (Mohlenbr.) Verdc.
- Archidendron hooglandii Verdc.
- Archidendron jiringa (Jack) I.C.Nielsen
- Archidendron kalkmanii (Kosterm.) I.C.Nielsen
- Archidendron kerrii (Gagnep.) I.C.Nielsen
- Archidendron kinubaluense (Kosterm.) I.C.Nielsen
- Archidendron kubaryanum (Warb.) K. Schum. & Lauterb.
- Archidendron kunstleri (Prain) I.C.Nielsen
- Archidendron laoticum (Gagnep.) I.C.Nielsen
- Archidendron lovelliae (Bailey) I.C.Nielsen
- Archidendron lucidum (Benth.) I.C.Nielsen
- Archidendron lucyi F.Muell.
- Archidendron megaphyllum Merr. & L.M.Perry
- Archidendron merrillii (J.F.Macbr.) I.C.Nielsen
- Archidendron microcarpum (Benth.) I.C.Nielsen
- Archidendron minahassae (Koord.) I.C.Nielsen
- Archidendron molle (K.Schum.) Dewit
- Archidendron monopterum (Kosterm.) I.C.Nielsen
- Archidendron mucronatum Harms
- Archidendron muellerianum (Maiden & R.T.Baker) Maiden & B
- Archidendron multifoliolatum (H.Q. Wen) T.L. Wu
- Archidendron muricarpum (Kosterm.) Verdc.
- Archidendron nervosum de Wit
- Archidendron novo-guineense (Merr. & L.M.Perry) I.C.Nielsen
- Archidendron occultatum (Gagnep.) I.C.Nielsen
- Archidendron oppositum (Miq.) I.C.Nielsen
- Archidendron pachycarpum (Warb.) Dewit
- Archidendron pahangense (Kosterm.) I.C.Nielsen
- Archidendron palauense (Kaneh.) I.C.Nielsen
- Archidendron parviflorum Pulle
- Archidendron pauciflorum (Benth.) I.C.Nielsen
- Archidendron pellitum (Gagnep.) I.C.Nielsen
- Archidendron poilanei (Kosterm.) I.C.Nielsen
- Archidendron ptenopum Verdc.
- Archidendron quocense (Pierre) I.C.Nielsen
- Archidendron ramiflorum (F.Muell.) Kosterm.
- Archidendron robinsonii (Gagnep.) I.C.Nielsen
- Archidendron royenii Kosterm.
- Archidendron rufescens Verdc.
- Archidendron sabahense I.C.Nielsen
- Archidendron scutiferum (Blanco) I.C.Nielsen
- Archidendron sessile (Scheff.) Dewit
- Archidendron syringifolium (Kosterm.) I.C.Nielsen
- Archidendron tenuiracemosum Kaneh. & Hatus.
- Archidendron tetraphyllum (Gagnep.) I.C.Nielsen
- Archidendron tjendana (Kosterm.) I.C.Nielsen
- Archidendron tonkinense I.C.Nielsen
- Archidendron trichophyllum (Kosterm.) I.C.Nielsen
- Archidendron trifoliolatum de Wit
- Archidendron triplinervium (Kosterm.) I.C.Nielsen
- Archidendron turgidum (Merr.) I.C.Nielsen
- Archidendron utile (Chun & F.C.How) I.C.Nielsen
- Archidendron vaillantii (F.Muell.) F.Muell.
- Archidendron whitei I.C.Nielsen
- Archidendron xichouense (C. Chen & H. Sun) X.Y. Zhu
- Archidendron yunnanense (Kosterm.) I.C.Nielsen